# アンキリン
アンキリン（英: ankyrin）は、スペクトリンとアクチンからなる膜細胞骨格ネットワークに対して、内在性膜タンパク質の接着を媒介するタンパク質ファミリーである。この連結は細胞膜の完全性の維持や、特定のイオンチャネルやイオン輸送体を細胞膜中に固定するために必要である。アンキリンにはスペクトリンのβサブユニットに対する結合部位のほか、少なくとも12種類の内在性膜タンパク質ファミリーに対する結合部位が存在する。アンキリンという名称は、錨（anchor）を意味するギリシア語ἄγκυρα（ankyra）に由来する。

## 構造
アンキリンは、24個のタンデムなアンキリンリピートを含むN末端ドメイン、スペクトリンに結合するセントラルドメイン、アポトーシス関連タンパク質と結合するデスドメイン、そしてアンキリンタンパク質の間で高度な多様性がみられるC末端の調節ドメイン、という4つの機能的ドメインを持つ。

## 膜タンパク質の認識
24個のタンデムなアンキリンリピートは、広範囲の膜タンパク質の認識を担う。24個のリピートのうち、リピート1から14には構造的に異なる3つの結合部位が含まれている。これらの結合部位は互いにquasi-independentであり、複数の部位が組み合わせて利用されることもある。Quasi-independenceとは、特定の結合部位が利用されなくても、全体的な結合に大きな影響を与えないことを意味する。結合部位で膜タンパク質との結合に利用される相互作用は非特異的であり、水素結合、疎水性相互作用、静電的相互作用が利用される。こうした非特異的な相互作用により、アンキリンは広範囲のタンパク質を認識することができる。結合する配列は保存されている必要はなく、アミノ酸の特性だけが保存されていればよい。こうした特性によって、アンキリンが認識できるタンパク質のレパートリーは増大する。

## サブタイプ
哺乳類ではアンキリンは3つの遺伝子（ANK1、ANK2、ANK3）によってコードされる。各遺伝子からは選択的スプライシングによって複数のタンパク質が産生される。

### ANK1
ANK1遺伝子はアンキリンR（ankyrinR）タンパク質をコードする。アンキリンRはヒトの赤血球で最初に特徴づけられ、赤血球アンキリン（erythrocyte ankyrin）またはバンド2.1（band2.1）とも呼ばれる。アンキリンRは赤血球に対して血液循環のずり応力への抵抗性を与える。アンキリンRが減少または欠損すると、遺伝性球状赤血球症と呼ばれる溶血性貧血の一種を発症する。赤血球では、アンキリンRは膜骨格とCl−/HCO3−アニオン交換輸送体を連結している。
また、ANK1は膜受容体CD44をIP3受容体と細胞骨格へ連結する。
ANK1はKAHRPと相互作用することも示唆されている。

### ANK2とANK3

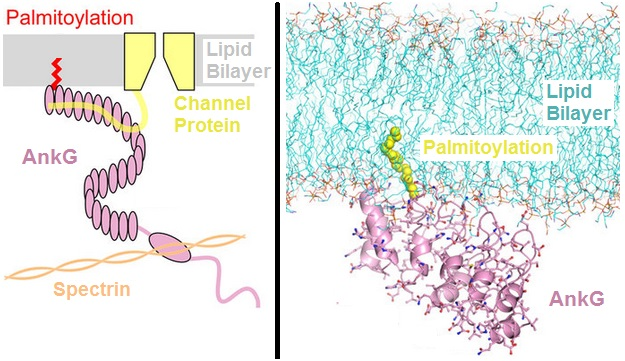
左: パルミトイル化（赤）によるアンキリンGの細胞膜への固定の模式図。右: パルミトイル化残基が黄色で示されている。

ANK2遺伝子の産物であるアンキリンB（ankyrinB）タンパク質は脳と筋肉で同定され、ANK3遺伝子の産物であるアンキリンG（ankyrinG）タンパク質は上皮細胞と神経細胞で同定された。アンキリンBとアンキリンGは、Na+/K+ ATPase、電位依存性Na+チャネル、Na+/Ca2+交換輸送体など、多くのタンパク質の極性分布に必要である。また、大規模な遺伝的解析により、ANK3が双極性障害に関与している可能性が示されている。